# Tapage nocturne (film, 2012)
Pour les articles homonymes, voir Tapage nocturne.
Pour plus de détails, voir Fiche technique et Distribution.
Tapage nocturne (Nachtlärm) est un film suisse réalisé par Christoph Schaub et sorti en 2012.

## Synopsis
Un bébé de 9 mois passe toutes ses nuits à pleurer. La seule chose qui le calme est quand ses parents l'emmènent faire un tour en voiture. Un jour où ils laissent tourner le moteur à une station service pour qu'il ne se réveille pas, ils se font voler leur voiture, avec le bébé à l'intérieur.

## Fiche technique
- Titre : Tapage nocturne
- Titre original : Nachtlärm
- Réalisation : Christoph Schaub
- Scénario : Martin Suter
- Musique : Peter Scherer (de)
- Production :
  - Marcel Hoehn (de) (producteur)
  - Stefan Arndt (coproducteur)
- Photographie : Nikolai von Graevenitz
- Montage : Marina Wernli
- Direction artistique : Susanne Jauch
- Costume : Dorothee Schmid
- Pays de production :  Suisse,  Allemagne
- Langue : allemand
- Durée : 94 minutes
- Date de sortie : 
  - Suisse : 4 août 2012

## Distribution
- Alexandra Maria Lara : Livia
- Sebastian Blomberg : Marco
- Georg Friedrich : Jorge
- Carol Schuler : Claire
- Andreas Matti (de) :
- Tiziano Jähde : Baby Tim
- Ingo Ospelt :
- Michael Gempart (de) :
- Sylke Ferber :